# فاضل عبد الكافي
محمد الفاضل عبد الكافي ولد في 1970، هو رجل أعمال واقتصادي وسياسي تونسي. شغل منصبي وزير التنمية والاستثمار والتعاون الدولي ووزير المالية بالنيابة في حكومة يوسف الشاهد بين عامي 2016 و2017، ثم تولى رئاسة حزب آفاق تونس منذ 19 ديسمبر 2020.

## السيرة

### الدراسة والمسار المهني
فاضل عبد الكافي متخرج من كلية العلوم الاقتصادية التابعة لجامعة باريس 1 - بانتيون سوربون، وهو ابن الاقتصادي ورجل الأعمال أحمد عبد الكافي.

انضم سنة 1994 للعمل في التونسية للأوراق المالية وهي مؤسسة وسيط أوراق مالية أسسها والده، وأصبح مديرها في 2005. بين 2011 و2014، عين رئيس مجلس إدارة بورصة تونس، ثم عاد ليترأس مجلس إدارة التونسية للأوراق المالية في نوفمبر 2017.

## المسيرة السياسية
في 27 أغسطس 2016، عين وزيرا للتنمية والاستثمار والتعاون الدولي في حكومة يوسف الشاهد، وأضاف حقيبة وزير المالية بالنيابة إثر إقالة لمياء الزريبي في 30 أبريل 2017. في 18 أغسطس 2017، استقال من كلا المنصبين عقب اثارة اتهامات بتضارب المصالح في حقه، وسلم مهامه في 12 سبتمبر الموالي.

في 2 يناير 2020، اقترحه الحبيب الجملي كوزير للتنمية والاستثمار والتعاون الدولي في حكومته، ولكن هاته الأخيرة لم تنل ثقة مجلس نواب الشعب.

في 2020، اقترحته كل من حركة النهضة وقلب تونس وتحيا تونس وكتلة المستقبل وحزب البديل التونسي والكتلة الوطنية ومشروع تونس لمنصب رئيس الحكومة.

### القضية حوله
في أغسطس 2017، أثير الجدل حوله بعد أن نشر الإعلام أخبارا تفيد أنه متهم في قضية منذ 2014، حيث أن الديوانة التونسية رفعت ضده قضية وصدر في حقه حكم غيابي بالسجن. تعود أطوار القضية إلى أنه في إطار نشاطاته مع شركة التونسية للأوراق المالية وبهدف تصدير مبالغ نقدية بالعملة الأجنبية إلى المغرب، قامت الشركة ببيع مواقع إلكترونية وبرامج برمجة بقيمة 250 ألف دينار تونسي (حوالي 90 ألف يورو) ولكن لم يتم إعادة المبلغ المتبقي إلى تونس وفقًا لقانون الصرف التونسي. 

في 18 أغسطس، قدم استقالته من منصبي وزير التنمية والاستثمار والتعاون الدولي ووزير المالية بالنيابة، ووافق رئيس الحكومة يوسف الشاهد على استقالته بعد عدة أيام، طالبا منه البقاء في منصبيه لتصريف الأعمال حتى القيام بتحوير وزاري في المدة القادمة. 

في 5 مارس 2019، أصدرت محكمة التعقيب قرارا يقضي بصفة نهائية بإسقاط كل التهم وبإيقاف كل التتبعات القضائية في حق فاضل عبد الكافي التي بدأت في 2014.

## دوره في الأزمة السياسية

### مؤيد لإجراءات 25 جويلية 2021 ومعارض لما بعدها
أبدى فاضل عبد الكافي رئيس حزب آفاق تونس تأييده للإجراءات الرئاسية التي اتخذها قيس سعيد في 25 يوليو 2021 المتعلقة بتجميد البرلمان وحل حكومة هشام المشيشي، واعتبر عبد الكافي هذه الإجراءات "حلًّا لتونس" و"صدمة ايجابية". كما عبر عن مساندة حزبه لهذه القرارات.

#### المرسوم 117
انطلقت انتقادات عبد الكافي للرئيس قيس سعيد وقراراته عقب إصدار الأخير للمرسوم 117 في 22 سبتمبر 2021، وهو المرسوم الذي استحوذ به سعيد على السلطتين التشريعية والتنفيذية معاً، حيث أشار فاضل عبد الكافي إلى أنّ "الطريق الذي اتخذه الرئيس قيس سعيد يوم 22 سبتمبر بإصدار المرسوم 117 هو قرار خاطئ".

#### الاستفتاء الدستوري
عكس أغلب معارضي الرئيس واجراءاته الرئاسية، فقد دعا رئيس حزب آفاق تونس فاضل عبد الكافي للمشاركة بكثافة في الاستفتاء على الدستور الجديد والتصويت بـ"لا".

#### الانتخابات التشريعية 2022
أعلن عبد الكافي وحزبه آفاق تونس مقاطعة الانتخابات التشريعية. وعقب المشاركة الضعيفة التي شهدها الدور الأول من الانتخابات دعا عبد الكافي الرئيس قيس سعيد لإلغاء الدور الثاني من الانتخابات التشريعية.

### ملاحقته جزائيا ومنعه من السفر
في 16 نوفمبر 2022، حاول عبد الكافي مغادرة البلاد عبر مطار تونس قرطاج إلا أنه تفاجئ بمنعه من قبل الوحدات الأمنية بالمطار من السفر. وإذ برر الناطق الرسمي باسم وزارة الداخلية فاخر بوزغاية هذا المنع بـ"أنه ليس قرار إداري من وزارة الداخلية بمنع رئيس حزب آفاق تونس ووزير المالية السابق فاضل عبد الكافي من السفر" بيد أنه "محلّ تحجير سفر بقرار قضائي صادر عن المحكمة الابتدائية بتونس 1" وهو ما نفاه فاضل عبد الكافي قائلا: “أعلم الرأي العام أنني توجهت إلى المحكمة الابتدائية بتونس ولم أجد أي قضية منشورة ضدي”.